# Teesside Airport

i7
```
   
i7.2
```

i11
i13
Der Teesside Airport (Eigenbezeichnung Teesside International Airport, IATA-Code: MME, ICAO-Code: EGNV) ist der Flughafen der britischen Stadt Durham in Nordengland. Im Jahr 2008 wurden hier 655.017 Passagiere abgefertigt. Durch die internationale Finanzkrise brachen die Passagierzahlen auf 290.000 im Jahr 2009 ein, sie gingen um mehr als die Hälfte zurück und ist auch in den folgenden Jahren weiter gefallen.

## Lage
Der Flughafen befindet sich 8,7 km südöstlich von Darlington, ca. 16 km südwestlich von Middlesbrough und 39 km südlich von Durham. Der Flughafen bedient das County Durham und Teile von North Yorkshire sowie Middleton St George.

## Geschichte

### RAF Middleton St. George

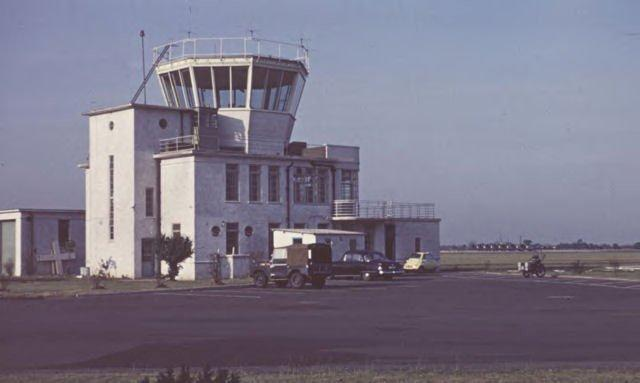
RAF Middleton St. George, 1960

Der heutige Flughafen wurde 1941 ursprünglich als Militärflugplatz des Bomber Commands der Royal Air Force (RAF) eröffnet. Anfangs als RAF Goosepool bezeichnet, wurde der Name 1941 in Royal Air Force Station Middleton St. George, kurz RAF Middleton St. George, geändert. Die Basis wurde 1943 der 6. Gruppe der Royal Canadian Air Force (RCAF) unterstellt. Die von RAF und RCAF im Verlauf des Krieges einsetzten Bombertypen waren die Whitley, Wellington, Halifax und Lancaster.
In den beiden Jahrzehnten nach Kriegsende nutzte die RAF die Basis als Schulungseinrichtung, die geflogenen Flugzeugtypen waren unter anderem Meteor, Hunter, Javelin und Lightning.

### Teesside International Airport
Die RAF gab die Station 1963/1964 auf. Sie wurde zu einem Zivilflugplatz umgebaut und 1966 als Teesside International Airport eröffnet. Im Jahr 2004 erhielt er die Bezeichnung Durham Tees Valley Airport. Ursprünglich ganz im Besitz verschiedener County Councils, gehörte der Flughafen zwischenzeitlich zu 75 % der Peel Investments (DTVA) Limited. 2018 wurde dieser Anteil von der Tees Valley Combined Authority übernommen, die restlichen 25 % sind im Besitz der Teesside Airport Foundation. Am 25. Juli 2019 erfolgte die Rückbenennung in Teesside International Airport.

## Statistik
| Jahr | Passagiere | Luftfracht in Tonnen | Flugbewegungen |
| ---- | ---------- | -------------------- | -------------- |
| 2000 | 746.983    | 3.011                | 54.625         |
| 2001 | 733.617    | 1.926                | 58.494         |
| 2002 | 671.131    | 1.006                | 52.276         |
| 2003 | 704.269    | 1.087                | 51.976         |
| 2004 | 788.382    | 484                  | 49.529         |
| 2005 | 900.035    | 363                  | 51.714         |
| 2006 | 917.963    | 457                  | 55.788         |
| 2007 | 743.727    | 786                  | 57.515         |
| 2008 | 654.192    | 290                  | 45.310         |
| 2009 | 289.464    | 298                  | 25.208         |
| 2010 | 224.673    | 0                    | 20.756         |
| 2011 | 192.410    | 3                    | 20.879         |
| 2012 | 165.000    | 0                    | 17.938         |
| 2013 | 161,092    | 0                    | 18.298         |
| 2014 | 142.379    | 2                    | 17.940         |
| 2015 | 140.902    | 0                    | 18.702         |
| 2016 | 132.369    | 8                    | 21.162         |

## Bahnhof Teesside Airport
Der Bahnhof des Flughafens liegt an der Tees Valley Line und war bis 2017 ein planmäßiger Halt für zwei Züge jeden Sonntag. Im Geschäftsjahr 2010/2011 verzeichnete Northern Rail, die den Bahnhof und die Strecke betreibt, 18 Fahrgäste, die den Bahnhof nutzen. Im Geschäftsjahr 2011/2012 waren es 14 Fahrgäste, die den Bahnhof nutzten. Der Bahnhof Airport Teesside gehört damit zu den fünf am wenigsten genutzten Bahnhöfen im Streckennetz der englischen Eisenbahn. 2017 wurde die Zugfrequenz auf einen sonntäglichen Zug reduziert und 2022 die Bedienung eingestellt. Der Bahnhof liegt 15 Minuten Fußweg vom Flughafen entfernt und es gibt Pläne ihn durch einen näher am Flughafen gelegenen Halt im Rahmen des Ausbaus der Bahnstrecke zur Tees Valley Metro zu ersetzen.